# Mo Farah
Mo Farah, właśc. Mohammed Muktar Jama Farah ur. Hussein Abdi Kahin (ur. 23 marca 1983 w Gabiley) – brytyjsko-somalijski lekkoatleta, specjalizujący się w biegach przełajowych i w biegach średnich. Farah przeprowadził się do Wielkiej Brytanii mając 8 lat. Początkowo chciał być piłkarzem, jednak jego szybkość na boisku została szybko dostrzeżona dzięki czemu zaczął biegać.
Najważniejszymi jego osiągnięciami są: sześciokrotne mistrzostwo świata (2011, 2013, 2015 i 2017), pięciokrotne mistrzostwo Europy, mistrzostwo Europy w biegach przełajowych (2006), halowe mistrzostwo Europy w biegu na 3000 metrów i cztery złote medale olimpijskie, z Londynu na 5000m i 10 000m (2012) oraz z Rio de Janeiro na 5000 m i 10 000 m (2016). Na koniec sezonu 2010 zajął trzecie miejsce w kolejnej edycji plebiscytu European Athlete of the Year Trophy przegrywając z francuskim sprinterem Christophe Lemaitre oraz oszczepnikiem z Norwegii Andreasem Thorkildsenem. Zarówno rok, jak i dwa lata później, zwyciężył w tym plebiscycie. Jako pierwszy w historii zdobył mistrzostwo świata na kolejnych trzech czempionatach na dystansie 5000 metrów (Daegu 2011, Moskwa 2013, Pekin 2015). Po złotym i srebrnym medalu w Londynie zakończył karierę na stadionie, skupiając się wyłącznie na startach w maratonach i półmaratonach.
12 lipca 2022 w wywiadzie dla BBC wyznał, że został nielegalnie sprowadzony do Wielkiej Brytanii jako dziecko i był zmuszany do niewolniczej pracy jako służba domowa. W tym samym wywiadzie ogłosił, że jego prawdziwe imię to Hussein Abdi Kahin, a jego obecne personalia otrzymał od nieznanej mu kobiety, która pośredniczyła w jego transporcie, gdy miał 9 lat.

## Największe osiągnięcia
| Rok  | Rodzaj zawodów                          | Miasto                 | Konkurencja      | Miejsce | Wynik    |
| ---- | --------------------------------------- | ---------------------- | ---------------- | ------- | -------- |
| 2001 | Mistrzostwa Europy juniorów             | Grosseto               | 5000 m           | 1.      | 14:09,91 |
| 2003 | Młodzieżowe mistrzostwa Europy          | Bydgoszcz              | 5000 m           | 2.      | 13:58,88 |
| 2005 | Młodzieżowe mistrzostwa Europy          | Erfurt                 | 5000 m           | 2.      | 14:10,96 |
| 2006 | Mistrzostwa Europy w przełajach         | San Giorgio su Legnano | ind.             | 1.      | 27:56    |
| 2006 | Mistrzostwa Europy                      | Göteborg               | 5000 m           | 2.      | 13:44,79 |
| 2007 | Mistrzostwa Świata                      | Osaka                  | 5000 m           | 6.      | 13:39,13 |
| 2007 | Światowy Finał IAAF                     | Stuttgart              | 3000 m           | 3.      | 7:49,89  |
| 2008 | Mistrzostwa Europy w przełajach         | Bruksela               | ind.             | 2.      | 30:57    |
| 2009 | Halowe Mistrzostwa Europy               | Turyn                  | 3000 m           | 1.      | 7:40,17  |
| 2009 | Mistrzostwa świata                      | Berlin                 | 5000 m           | 7.      | 13:19,69 |
| 2009 | Mistrzostwa Europy w przełajach         | Dublin                 | ind.             | 2.      | 31:02    |
| 2010 | Mistrzostwa świata w przełajach         | Bydgoszcz              | ind.             | 20.     | 34:09    |
| 2010 | Puchar Europy w biegu na 10 000 m       | Marsylia               | 10 000 m         | 1.      | 27:28,86 |
| 2010 | Superliga drużynowych mistrzostw Europy | Bergen                 | 5000 m           | 1.      | 13:14,93 |
| 2010 | Mistrzostwa Europy                      | Barcelona              | 10 000 m         | 1.      | 28:24,99 |
| 2010 | Mistrzostwa Europy                      | Barcelona              | 5000 m           | 1.      | 13:31,18 |
| 2011 | Halowe mistrzostwa Europy               | Paryż                  | 3000 m           | 1.      | 7:53,00  |
| 2011 | Mistrzostwa świata                      | Daegu                  | bieg na 10 000 m | 2.      | 27:13,08 |
| 2011 | Mistrzostwa świata                      | Daegu                  | bieg na 5000 m   | 1.      | 13:23,36 |
| 2012 | Mistrzostwa Europy                      | Helsinki               | 5000 m           | 1.      | 13:29,91 |
| 2012 | Igrzyska olimpijskie                    | Londyn                 | 10 000 m         | 1.      | 27:30,42 |
| 2012 | Igrzyska olimpijskie                    | Londyn                 | 5000 m           | 1.      | 13:41,66 |
| 2013 | Superliga drużynowych mistrzostw Europy | Gateshead              | 5000 m           | 1.      | 14:10,00 |
| 2013 | Mistrzostwa świata                      | Moskwa                 | bieg na 10 000 m | 1.      | 27:21,71 |
| 2013 | Mistrzostwa świata                      | Moskwa                 | bieg na 5000 m   | 1.      | 13:26,98 |
| 2014 | Mistrzostwa Europy                      | Zurych                 | bieg na 5000 m   | 1.      | 14:05,82 |
| 2014 | Mistrzostwa Europy                      | Zurych                 | bieg na 10 000 m | 1.      | 28:08,11 |
| 2015 | Mistrzostwa świata                      | Pekin                  | bieg na 10 000 m | 1.      | 27:01,13 |
| 2015 | Mistrzostwa świata                      | Pekin                  | bieg na 5000 m   | 1.      | 13:50,38 |
| 2016 | Mistrzostwa świata w półmaratonie       | Cardiff                | półmaraton       | 3.      | 59:59    |
| 2016 | Igrzyska olimpijskie                    | Rio de Janeiro         | 10 000 m         | 1.      | 27:05,17 |
| 2016 | Igrzyska olimpijskie                    | Rio de Janeiro         | 5000 m           | 1.      | 13:03,30 |
| 2017 | Mistrzostwa świata                      | Londyn                 | 10 000 m         | 1.      | 26:49,51 |
| 2017 | Mistrzostwa świata                      | Londyn                 | 5000 m           | 2.      | 13:33,22 |

## Rekordy życiowe
- bieg na 1500 metrów – 3:28,81 (2013) do 2020 rekord Europy
- bieg na 2 mile – 8:07,85 (2014) rekord Europy
- bieg na 3000 metrów – 7:32,62 (2016) rekord Wielkiej Brytanii
- bieg na 5000 metrów – 12:53,11 (2011) były rekord Wielkiej Brytanii
- bieg na 10 000 metrów – 26:46,57 (2011) rekord Europy[9][10][11][12]
- bieg na 5 kilometrów – 13:30 (2006) rekord Wielkiej Brytanii
- bieg na 10 kilometrów – 27:44 (2010) rekord Wielkiej Brytanii[13]
- półmaraton – 59:32 (2015) były rekord Europy[14]
- bieg godzinny – 21,330 km (2020) rekord świata
- maraton – 2:05:11 (2018) do 2019 rekord Europy[15]
- bieg na 1500 metrów (hala) – 3:39,03 (2012)
- bieg na 3000 metrów (hala) – 7:34,47 (2009) rekord Wielkiej Brytanii
- bieg na 2 mile (hala) – 8:03,40 (2015) były halowy rekord świata
- bieg na 5000 metrów (hala) – 13:09,16 (2017) halowy rekord Europy

## Odznaczenia
- Odznaka Rycerza Kawalera – 31 grudnia 2016[16]
- Komandor Orderu Imperium Brytyjskiego – 2013[17]
- Order Narodowy 27 Czerwca – Dżibuti, 2013[18]